# 악티노닌
악티노닌(영어: actinonin)은 항종양 활성이 입증된 자연에서 생성되는 항균제이다. 악티노닌은 세균에 필수적인 효소인 펩타이드 탈폼일화효소를 저해하는 것으로 나타났다.

## 같이 보기
- 항균제